# 小野和子
小野和子（日语：／ Ono Kazuko，1945年—），舊名後藤和子（ごとう かずこ），日本前女子羽球運動員，出身於新潟縣新潟市。
後藤和子是新潟縣立新潟中央高等學校畢業。三年級時，她參加了全国高等学校综合体育大会女子單打比賽，在決賽中被山形城北女子高等學校（現為山形城北高等學校）擊敗而獲得亞軍。畢業後，他加入了日本電信電話公社，並在高中練球。
後藤和子代表日本參加1966年優霸盃。在與美國對陣的決賽中，她與高木紀子搭檔雙打，先14:18、9:15輸給茱蒂·德夫林·哈希曼/羅西妮·瓊斯組合，隨後以9:15、15:9、15:7擊敗蒂娜·貝里納加/凱洛琳·簡森組合，協助日本隊以5-2獲勝，從而成為世界冠軍。
她目前是新潟小學羽球聯合會的主任，也是新潟羽球協會推進委員會主席。